# Euphorbia exigua
Euphorbia exigua é uma espécie de planta com flor pertencente à família Euphorbiaceae. 
A autoridade científica da espécie é L., tendo sido publicada em Species Plantarum 1: 456. 1753.
Os seus nomes comuns são ésula-menor ou titímalo-menor.

## Portugal
Trata-se de uma espécie presente no território português, nomeadamente os seguintes táxones infraespecíficos:
- E. exigua subsp. exigua - presente em Portugal Continental, no Arquipélago dos Açores e no Arquipélago da Madeira. Em termos de naturalidade é nativa de Portugal Continental e do Arquipélago da Madeira e introduzida no Arquipélago dos Açores. Não se encontra protegida por legislação portuguesa ou da Comunidade Europeia.
- E. exigua subsp. merinoi - presente em Portugal Continental. Em termos de naturalidade é nativa da região atrás referida. Não se encontra protegida por legislação portuguesa ou da Comunidade Europeia.